# Guineu voladora de les Cèlebes
La guineu voladora de les Cèlebes (Acerodon celebensis) és una espècie de ratpenat de la família dels pteropòdids. És endèmica d'Indonèsia. El seu hàbitat natural són els arbres, tant als pobles com als boscos de bambú. Està amenaçada per la desforestació provocada per l'agricultura i la tala d'arbres.